# Michail Konstantinowitsch Schtscherbakow

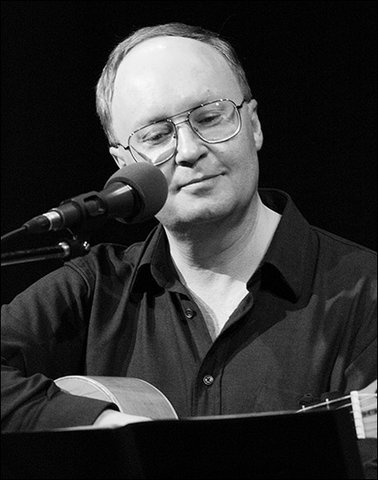
Michail Schtscherbakow

Michail Konstantinowitsch Schtscherbakow (russisch Михаи́л Константи́нович Щербако́в; * 27. März 1963 in Obninsk) ist ein russischer Dichter und Liedermacher.
Er wurde in der Stadt Obninsk im Gebiet Kaluga geboren, die ersten Dichtungen und Lieder erschienen 1978. Schtscherbakow wohnt seit 1982 in Moskau und studierte bis 1988 an der Philologischen Fakultät der Lomonossow-Universität. Nach seinem Studienabschluss ist er berufsmäßig als Dichter und Liedermacher tätig.
Er tritt entweder alleine mit einer akustischen Gitarre auf oder mit Michail Starodubzew (akustische Gitarre, Backing Vocal). Die Aufnahmen für Alben werden auch mit Beteiligung von Starodubzew, zum größten Teil mit dem Synthesizer, gemacht. Manchmal nimmt Schtscherbakow auch an den Aufnahmen und Konzerten von Juli Kim teil.

## Alben
А. „Nummern-Alben“ (sind Anfang 1990er auf Kassetten erschienen, fast alle von ihnen wurden später erneut in CD-Form herausgegeben):
- 1 – Lieder aus den Jahren 1981–85, 1985 aufgenommen
- 2 – Lieder aus den Jahren 1983–86, Anfang der 1990er aufgenommen
- 3 – Lieder aus den Jahren 1987–90, Anfang der 1990er aufgenommen
- 4 – Lieder aus den Jahren 1988–90, Anfang der 1990er aufgenommen
- 5 – Lieder aus den Jahren 1991–93, Mitte der 1990er aufgenommen
- 6 – Lieder aus den Jahren 1989–94, Mitte der 1990er aufgenommen
- 7 – Lieder aus den Jahren 1993–94, Mitte der 1990er aufgenommen
- 8 – Lieder aus den Jahren 1982–95, Mitte der 1990er aufgenommen

B. CDs, die Mitte der 1990er erschienen (fast alle Lieder wurden in späteren Alben wiederaufgenommen):
- Die Kirschenkonfitüre (1994) – Lieder aus den Jahren 1983–88, aufgenommen 1990 (Schallplattenfirma „Melodija“), akustische Gitarre
- Das andere Leben (1994) – Lieder aus den Jahren 1986–94, aufgenommen 1993–94
- Der Rummel 2 (1996) – Lieder aus den Jahren 1983–93, aufgenommen 1996, („Otdelenije Wyhod“), akustische Gitarre
- Die Stadt, die Stadt (1996) – Lieder aus den Jahren 1993–95, aufgenommen 1994–95
- Das soll geschehen (1996) – Lieder aus den Jahren 1986–94, aufgenommen 1992–95 гг.
- Der Zauberspruch (1996) – Lieder aus den Jahren 1982–95, aufgenommen 1992–95
- Exegi monumentum (1996) – Lieder aus den Jahren 1985–91, aufgenommen 1996
- Eine ganze Jahreszeit (1997) – Lieder aus den Jahren 1995–96, aufgenommen 1996

C. Neue Alben (mit dem Synthesizer):
- Der Fehltritt (1999) – Lieder aus den Jahren 1997–98, aufgenommen 1998
- Déjà (2000) – Lieder aus den Jahren 1998–2000, aufgenommen 1999–2000
- Wenn (2003) – Lieder aus den Jahren 1999–2002, aufgenommen 2002
- Die Kreisstadt (2006) – Lieder aus den Jahren 2003–2005, aufgenommen 2005

D. Archivaufnahmen:
- Das Chanson (1999) – Lieder aus den Jahren 1981–83, aufgenommen 1983–85, herausgegeben von Igor Gryslow (auf dem Umschlag ist geschrieben „herausgegeben mit dem Gewährenlassen des Autors“)
- Die unermüdliche Arche 1 (2001) – Lieder aus den Jahren 1983–90, aufgenommen 1987–90, akustische Gitarre
- Die unermüdliche Arche 2 (2001) – Lieder aus den Jahren 1983–90, aufgenommen 1990, akustische Gitarre
- Der Rummel 2 (2001), Neuausgabe des Albums „Der Rummel 2“ (1996) mit Bonus-Tracks (6 Lieder, aufgenommen 1996)

E. Neue Aufnahmen alter Lieder (mit dem Synthesizer, außer dem Album „Ausgewählte Werke, Teil 2“):
- Ausgewählte Werke, Teil 1 (1999) – Lieder aus den Jahren 1982–96, aufgenommen 1999
- Ausgewählte Werke, Teil 2 (2000) – Lieder aus den Jahren 1983–99, aufgenommen 2000, akustische Gitarre
- Once (2002) – die neue Version des Albums „Die Stadt, die Stadt“, mit dem Bonus-Track (1 Lied), aufgenommen 2001
- Zu Fuß vom Osten (2004) – Lieder aus den Jahren 1982–1995, aufgenommen 1999 (die aus dem Album „Ausgewählte Werke, Teil 1“) und 2003
- Nehmen wir an (2004) – Lieder aus den Jahren 1982–1995, aufgenommen 1999 (die aus dem Album „Ausgewählte Werke, Teil 1“) und 2003
- Eine ganze Jahreszeit (2005) – die neue Version des Albums, aufgenommen 2004–2005, mit Bonus-Tracks (3 Instrumentalkompositionen, geschaffen aus den Liedern der Periode 1980–1984)

2003 erschien auch ein Album von Schtscherbakow in der Serie „Russische Liedermacher“ über das Label Moroz Records.

## Schöpfungsweg
1) 1978–1981 – Mehr als 100 Lieder sind geschaffen worden. Die Mehrheit davon werden vom Autor als „nicht existente“ bezeichnet, keines davon gehört zum heutigen Repertoire.
2) 1982–1988 – Ungefähr 100 Lieder sind geschaffen worden, 80 davon sind später auf CDs herausgegeben, um 20 Lieder aus diesem Zeitraum werden in den Konzerten gesungen, manchmal mit Bitten um Entschuldigung für Mangelhaftigkeit der Texte. Es gibt 10 Gedichte dieser Periode, die nicht vertont wurden.
3) 1989–1995 – Um 130 Lieder sind geschaffen worden, 128 davon sind auf CDs erschienen. Die Bücher „Die Kirschenkonfitüre“, „Es gibt und es gab kein Gift“ (beide 1990), „Ein anderes Leben“ (1996) wurden herausgegeben.
4) 1996–2005 – Ungefähr 80 Lieder sind geschaffen und zum Frühling 2006 veröffentlicht worden, zusätzlich sind auch neue Aufnahmen von 120 älteren Liedern erschienen.
5) 2006–2008 – es sind 12 neue Lieder geschrieben und in Konzerten gesungen worden. Das Buch „13 Disks“ wurde herausgegeben.